# MXene

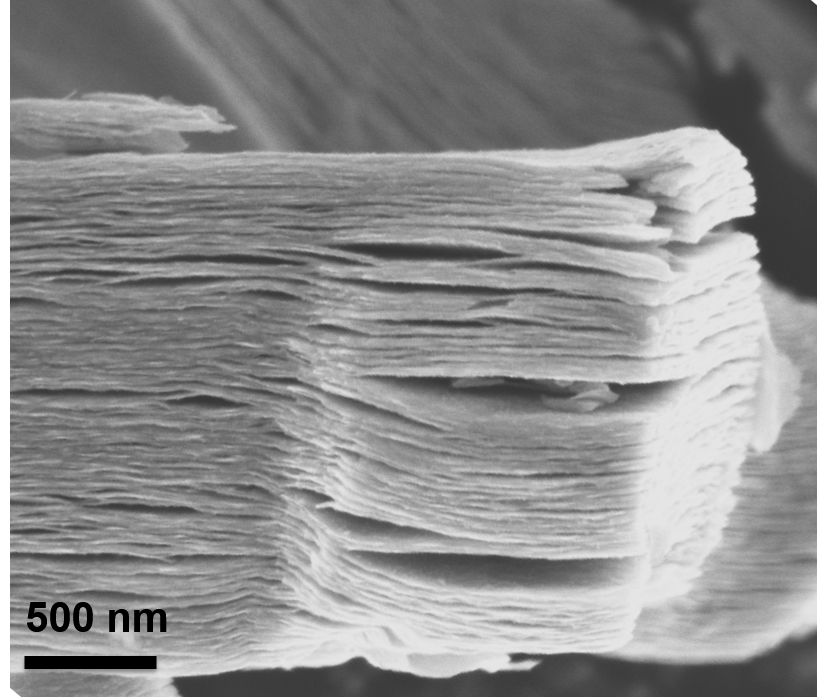
Imagem do microscópio eletrônico de varredura do MXene produzido por gravura a água forte HF de Ti_{3}AlC_{2}

Na ciência dos materiais, os MXenes são uma classe de compostos inorgânicos bidimensionais. Esses materiais consistem em camadas com poucos átomos de espessura de carbonetos, nitretos ou carbonitretos de metais de transição. Descritos pela primeira vez em 2011, os MXenes combinam condutividade metálica de carbonetos de metais de transição e natureza hidrofílica por causa de suas superfícies terminadas com hidroxila ou oxigênio.

## Estrutura
Os MXenes sintetizados, preparados por meio de gravação por HF, têm uma morfologia semelhante a acordeão, que pode ser chamada de MXene de várias camadas (ML-MXene) ou MXene de poucas camadas (FL-MXene) quando houver menos de cinco camadas . Como as superfícies do MXenes podem ser terminadas por grupos funcionais, a convenção de nomenclatura  Mn+1XnTx pode ser usada, onde T é um grupo funcional (por exemplo, O, F, OH, Cl).